# Sapaioa
El sapayoa (Sapayoa aenigma) és un ocell que ha estat considerat de controvertida classificació. Única espècie del gènere Sapayoa Hartert, 1903, actualment és ubicat a la seua pròpia família dels sapayoids (Sapayoidae Irestedt et al. 2006), però en el passat va ser considerat a la dels eurilàimids (Eurylaimidae).

## Hàbitat i distribució
Habita la selva humida, normalment a prop de l'aigua, de l'est de Panamà, oest de Colòmbia i nord-oest de l'Equador.